# San Cristóbal de la Cuesta (kommunhuvudort)
San Cristóbal de la Cuesta är en kommunhuvudort i Spanien. Den ligger i provinsen Provincia de Salamanca och regionen Kastilien och Leon, i den centrala delen av landet, 170 km väster om huvudstaden Madrid. San Cristóbal de la Cuesta ligger 818 meter över havet och antalet invånare är 567.
Terrängen runt San Cristóbal de la Cuesta är platt. Runt San Cristóbal de la Cuesta är det ganska glesbefolkat, med 34 invånare per kvadratkilometer. Närmaste större samhälle är Salamanca, 7,7 km sydväst om San Cristóbal de la Cuesta. Trakten runt San Cristóbal de la Cuesta består till största delen av jordbruksmark.